# Camilla Farestveit
Camilla Helene Hallås Farestveit (Bergen, 5 december 1989) is een Noors voormalig langebaanschaatsster.
Nadat Farestveit in 2007 een beenblessure opliep heeft het meerdere jaren geduurd tot ze weer op niveau kwam. In december 2012 nam ze voor het eerst in 5 jaar deel aan het Noors kampioenschap allround, waarop ze als vierde eindigde.
In oktober 2009 haalde zij op de 5000 meter haar eerste medaille bij het Noors kampioenschap afstanden en in december 2013 stond zij voor het eerst op het podium bij het Noors kampioenschap allround.
In het seizoen 2013/2014 maakte Farestveit haar internationale debuut bij de Wereldbeker schaatsen. In dit seizoen nam ze ook voor het eerst deel aan het Europees kampioenschap allround, hierop eindigde ze als 19e.

## Persoonlijke records
| Afstand    | Tijd    | Datum            | Baan           |
| ---------- | ------- | ---------------- | -------------- |
| 500 meter  | 42,15   | 11 januari 2014  | Hamar          |
| 1000 meter | 1.23,19 | 3 maart 2013     | Hamar          |
| 1500 meter | 2.00,28 | 16 november 2013 | Salt Lake City |
| 3000 meter | 4.12,16 | 15 november 2013 | Salt Lake City |
| 5000 meter | 7.39,78 | 16 december 2011 | Stavanger      |

## Resultaten
| Jaar | NK Afstanden                                 | NK Sprint      | NK Allround         | EK Allround             | WK Allround             | WK Sprint | WK afstanden | Olympische Spelen | WK Junioren | Wereldbeker |
| ---- | -------------------------------------------- | -------------- | ------------------- | ----------------------- | ----------------------- | --------- | ------------ | ----------------- | ----------- | ----------- |
| 2008 |                                              |                | 6e (9e, 5e, 6e, 5e) |                         |                         |           |              |                   |             |             |
| 2009 |                                              |                |                     |                         |                         |           |              |                   |             |             |
| 2010 | 15e 1000 m · 10e 1500 m · 5e 3000 m · 5000 m |                |                     |                         |                         |           |              |                   |             |             |
| 2011 |                                              |                |                     |                         |                         |           |              |                   |             |             |
| 2012 | 7e 1000 m 7e 1500 m 6e 3000 m 5e 5000 m      |                |                     |                         |                         |           |              |                   |             |             |
| 2013 | 4e 1000 m · 6e 1500 m · 5e 3000 m · 5000 m   | · (6e, , 5e, ) | 4e · (12e, , 6e, )  |                         |                         |           |              |                   |             |             |
| 2014 | 4e 1500 m · 3000 m                           |                | · (9e, , )          | NC19 (25e, 16e, 18e, -) | NC21 (22e, 19e, 20e, -) |           |              | 7e achtervolging  |             |             |

NC = niet gekwalificeerd voor laatste afstand.

### Medaillespiegel
| Kampioenschap | Goud | Zilver | Brons |
| ------------- | ---- | ------ | ----- |
| NK Afstanden  | 0    | 2      | 1     |
| NK Allround   | 0    | 0      | 1     |